# Hot Shivers

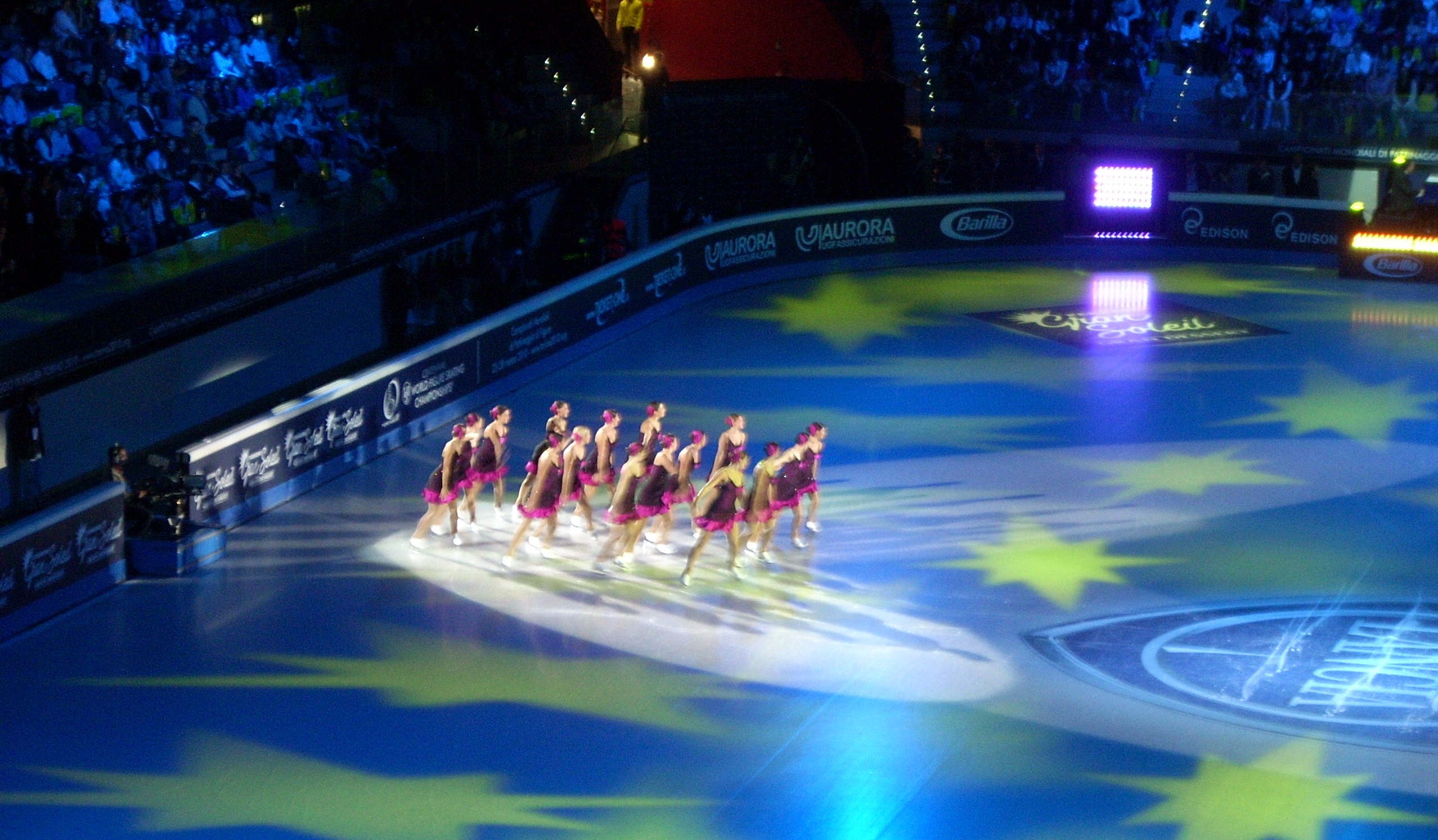
Le Hot Shivers in pista durante il Gran Galà del Ghiaccio del 2009

Le  Hot Shivers sono la squadra di pattinaggio sincronizzato su ghiaccio del club Precision Skating Milano. Sono una Associazione Sportiva Dilettantistica,  riconosciuta dal CONI e dalla FISG (Federazione Italiana Sport Ghiaccio).
Divise in categorie diverse a seconda dell'età e con una propria scuola per l'insegnamento del pattinaggio, si allenano nel PalaSesto di Sesto San Giovanni.
Detengono il  titolo italiano da 29 anni (squadra Senior) e da 25 anni (squadra Junior), hanno rappresentato l'Italia ai Mondiali e partecipano ogni anno a competizioni di alto livello all'estero. Le Hot Shivers si esibiscono in eventi televisivi, come il gran Gala del Ghiaccio, Opera on Ice a Roma, Intimissimi on Ice a Verona, la Cerimonia di apertura della Finale del Gran Prix di Pattinaggio artistico del 2019 a Torino, insieme a campioni del mondo di pattinaggio come Carolina Kostner, Evgeni Plushenko, Stéphane Lambiel, Anna Cappellini e Luca Lanotte.
Hanno partecipato a quasi tutti i Campionati del Mondo in rappresentanza dell'Italia.

## Storia
Nel 1989 Maria Luisa Elli, mamma di due atlete del gruppo, costituisce il Precision Skating Milano (la prima società di pattinaggio sincronizzato in Italia).
Nel 1990/91 Andrea Gilardi, allenatore e coreografo del team, introduce le basi del Precision Team Skating, nato in America nel 1956.
Nel 1993 nasce la Spring Cup, unica competizione internazionale di pattinaggio sincronizzato in Italia.

## La scuola - Le squadre
La Societa' è formata da circa 90 atlete, tra i 5 e ai 24 anni. Le squadre, sono divise in 4 categorie nazionali, in base all’età:  Basic Novice e Advanced Novice (10-14 anni), Junior (da 12 a 19 anni), e Senior (dai 16 anni in su).
Dal 2015 si unisce alla societa' come insegnante di danza e coreografia Corrado Giordani, coreografo della Nazionale Italiana di pattinaggio artistico su ghiaccio.
Nel 2017 si aggiunge allo staff, come preparatore atletico, Lorenzo Marchei.
Nel 2022 viene designato come preparatore atletico Giovanni Perricelli, atleta olimpionico, allenatore di marcia delle Fiamme Azzurre e preparatore atletico nel campo del pattinaggio artistico.

## Riconoscimenti
Nel 2017 e nel 2018 le Hot Shivers hanno ricevuto la Medaglia di bronzo al Valore Atletico dal CONI.
Nel 2020 il Precision Skating MIlano ha ricevuto la Stella di Bronzo al Merito Sportivo Onorificenza Sportiva conferita dal CONI alle Società italiane che abbiano conseguito risultati sportivi” assoluti”, titoli o primati a livello mondiale ed europeo, nazionale ed internazionale e che per l’attività svolta abbiano dato lustro allo Sport Italiano per il 2020. 
Nel dicembre 2024, le Hot Shivers Junior sono state premiate per il merito sportivo e per i risultati ottenuti durante la stagione 2023/24 durante il Campionato mondiale di sculture di ghiaccio tenutosi a Sesto San Giovanni .

## Palmares

### Senior Team
| 2024/25 | 2° Camp Italiani | 7° Mozart Cup AUT              | 3° Spring Cup ITA |                                   |
| 2023/24 | 2° Camp Italiani | 5° Lumiere Cup NED             |                   |                                   |
| 2022/23 | 1° Camp Italiani | 6° Mozart Cup AUT              | 7° Spring Cup ITA | 11° WSSC 2023 Lake Placid USA     |
| 2021/22 | 1° Camp Italiani | 1° Trento Cup AUT              |                   | 11° WSSC 2022 Hamilton CAN        |
| 2020/21 | 2° Camp Italiani | 1º Gran Premio Italia - Trento |                   | WSSC NON DISPUTATI                |
| 2019/20 | 1° Camp Italiani | 9° Leon Lurje Trophy SWE       | 7° Spring Cup ITA | 10° WSSC NON DISPUTATI            |
| 2018/19 | 1° Camp Italiani | 6° Leon Lurje Trophy SWE       | 5° Spring Cup ITA | 9° WSSC 2019 Helsinki FIN         |
| 2017/18 | 1° Camp Italiani | 5° Mozart Cup AUT              | 6° Spring Cup ITA | 11° WSSC 2018 Stockholm SWE       |
| 2016/17 | 1° Camp Italiani | 5° Mozart Cup AUT              | 3° Spring Cup ITA | 14° WSSC 2017Colorado Springs USA |
| 2015/16 | 1° Camp Italiani | 5° Mozart Cup AUT              | 6° Spring Cup ITA | 13° WSSC 2016 Budapest HUN        |
| 2014/15 | 1° Camp Italiani | 7° Mozart Cup AUT              | 6° Spring Cup ITA | 12° WSSC 2015 Hamilton CA         |
| 2013/14 | 1° Camp Italiani | 6° Mozart Cup AUT              | 2° Spring Cup ITA | 10° WSSC 2014 Courmayeur ITA      |

### Junior Team
| 2024/25 | 1° Camp Italiani | 6° Mozart Cup AUT              | 7° Spring Cup ITA | 12° WJSSC Gothenburg SWE    |
| 2023/24 | 1° Camp Italiani | 3° Santa Claus Cup CZE         |                   | 7° WJSSC Neuchatel SUI      |
| 2022/23 | 1° Camp Italiani | 5° Mozart Cup AUT              | 5° Spring Cup ITA | 7° WJSSC Angers FRA         |
| 2021/22 | 1° Camp Italiani | 1° Trento Cup ITA              |                   | 10° WJSSC Innsbruck AUT     |
| 2020/21 | 1° Camp Italiani | 1º Gran Premio Italia - Trento |                   | WJSSC NON DISPUTATI         |
| 2019/20 | 1° Camp Italiani | 10° Leon Lurje Trophy SWE      | 7° Spring Cup ITA |                             |
| 2018/19 | 1° Camp Italiani | 11° Leon Lurje Trophy SWE      | 6° Spring Cup ITA | 11° WJSSC Neuchatel SUI     |
| 2017/18 | 1° Camp Italiani | 6° Mozart Cup AUT              | 5° Spring Cup ITA | 11° WJSSC Zagreb CRO        |
| 2016/17 | 1° Camp Italiani | 9° Mozart Cup AUT              | 2° Spring Cup ITA | 12° WJSSC Mississauga / CAN |
| 2015/16 | 1° Camp Italiani | 7° Mozart Cup AUT              | 4° Spring Cup ITA | 13° JWCC Zagreb CRO         |
| 2014/15 | 1° Camp Italiani | 6° Mozart Cup AUT              | 7° Spring Cup ITA | 12° WJSSC Zagreb CRO        |
| 2013/14 | 1° Camp Italiani | 11° Mozart Cup AUT             | 6° Spring Cup ITA | 11° WJSC Neuchatel SUI      |